# Linea JR Takarazuka
La linea JR Takarazuka (JR宝塚線?, Jeiāru-Takarazuka-sen) è un servizio ferroviario suburbano gestito dalla JR West che collega Ōsaka con la città di Takarazuka. All'interno dell'area metropolitana di Osaka, la linea viene chiamata Linea Takarazuka (JR宝塚線), e connette specialmente le città di Takarazuka e Kawanishi. Ad Amagasaki si trova il termine ufficiale della linea, ma di fatto tutti i treni continuano verso est fino a Ōsaka immettendosi sulla Linea JR Kōbe o sulla linea JR Tōzai.

## Storia

### Incidenti
Il 25 aprile 2005 la linea è stata protagonista di uno dei maggiori incidenti ferroviari nella storia delle ferrovie giapponesi. Un treno della serie 207 espletante un servizio rapido diretto a Dōshisha-mae deragliò impattando contro un edificio fra le stazioni di Tsukaguchi e Amagasaki. Le vittime furono 107 morti e centinaia di feriti. A causa dell'incidente la linea rimase chiusa al traffico fino al 19 giugno 2005.

## Stazioni
Sulla linea circolano treni locali e due tipi di rapidi, oltre ad alcuni espressi limitati. Alcuni treni, inoltre, vengono prolungati fino a Fukuchiyama sulla linea Fukuchiyama, sulla linea Tōzai e Osaka Higashi fino a Kizu durante l'ora di punta, oppure fino a Takatsuki sulla linea JR Kyōto. Nella tabella non sono indicate le fermate degli espressi limitati:
- L: Locale (普通?, Futsū)
- R: Rapido (普通?, Kaisoku)
- T: Rapido Tambaji (丹波路快速?, Tanbaji-Kaisoku)

| Linea                  | Nome Stazione | Giapponese | Dist. interst. | Dist. da Amagasaki | L  | R  | T                                                                 | Collegamenti | Posizione         | Posizione           |
| Ufficiale              | Nome Stazione | Giapponese | Dist. interst. | Dist. da Amagasaki | L  | R  | T                                                                 | Collegamenti | Posizione         | Posizione           |
| ---------------------- | ------------- | ---------- | -------------- | ------------------ | -- | -- | ----------------------------------------------------------------- | --- | ----------------- | ------------------- |
| Linea princip. Tōkaidō | Osaka         | 大阪       | 0,0            | 7,7                | ●  | ●  | ●                                                                 | Linea Midōsuji Linea Tanimachi Linea Yotsubashi ■ Linea Hanshin ■ Linea Hankyū Kōbe ■ Linea Hankyū Takarazuka ■ Linea Hankyū Kyōto ■ Linea Tōkaidō (linee Kyōto, Kōbe) ■ Linea JR Tōzai | Kita-ku Osaka     | Prefettura di Osaka |
| Linea princip. Tōkaidō | Tsukamoto     | 塚本       | 3,4            | 4,3                | ◎  | \| | \|                                                                | | Yodogawa-ku Osaka | Prefettura di Osaka |
| Linea princip. Tōkaidō | Amagasaki     | 尼崎       | 4,3            | 0,0                | ●  | ●  | ●                                                                 | ■ Linea principale Tōkaidō (linea JR Kōbe) ■ Linea JR Tōzai | Amagasaki         | Prefettura di Hyōgo |
| Linea Takarazuka       | Amagasaki     | 尼崎       | 4,3            | 0,0                | ●  | ●  | ●                                                                 | ■ Linea principale Tōkaidō (linea JR Kōbe) ■ Linea JR Tōzai | Amagasaki         | Prefettura di Hyōgo |
| Tsukaguchi             | 塚口          | 2,5        | 2,5            | ●                  | ◎  | \| |                                                                   | | Amagasaki         | Prefettura di Hyōgo |
| Inadera                | 猪名寺        | 1,4        | 3,9            | ●                  | \| | \| |                                                                   | | Amagasaki         | Prefettura di Hyōgo |
| Itami                  | 伊丹          | 1,9        | 5,8            | ●                  | ●  | ●  |                                                                   | Itami |                   | Prefettura di Hyōgo |
| Kita-Itami             | 北伊丹        | 2,1        | 7,9            | ●                  | \| | \| |                                                                   | Itami |                   | Prefettura di Hyōgo |
| Kawanishi-Ikeda        | 川西池田      | 3,1        | 11,0           | ●                  | ●  | ●  | ■ Linea Hankyū Takarazuka (Kawanishi-Noseguchi) Linea Nose Myōken | Kawanishi |                   | Prefettura di Hyōgo |
| Nakayamadera           | 中山寺        | 3,5        | 14,5           | ●                  | ●  | ●  |                                                                   | Takarazuka |                   | Prefettura di Hyōgo |
| Takarazuka             | 宝塚          | 3,3        | 17,8           | ●                  | ●  | ●  | ■ Linea Hankyū Takarazuka ■ Linea Hankyū Imazu                    | Takarazuka |                   | Prefettura di Hyōgo |
| Namaze                 | 生瀬          | 1,9        | 19,7           | ●                  | \| | \| |                                                                   | Nishinomiya |                   | Prefettura di Hyōgo |
| Nishinomiyanajio       | 西宮名塩      | 2,2        | 21,9           | ●                  | ●  | ●  |                                                                   | Nishinomiya |                   | Prefettura di Hyōgo |
| Takedao                | 武田尾        | 3,2        | 25,1           | ●                  | \| | \| |                                                                   | Takarazuka |                   | Prefettura di Hyōgo |
| Dōjō                   | 道場          | 5,0        | 30,1           | ●                  | \| | \| |                                                                   | Kita-ku Kōbe |                   | Prefettura di Hyōgo |
| Sanda                  | 三田          | 3,6        | 33,7           | ●                  | ●  | ●  | Linea Shintetsu Sanda                                             | Sanda |                   | Prefettura di Hyōgo |
| Shin-Sanda             | 新三田        | 3,2        | 36,9           | ●                  | ●  | ●  |                                                                   | Sanda |                   | Prefettura di Hyōgo |
| Hirono                 | 広野          | 2,8        | 39,7           | ●                  | ●  | ●  |                                                                   | Sanda |                   | Prefettura di Hyōgo |
| Aino                   | 相野          | 4,3        | 44,0           | ●                  | ●  | ●  |                                                                   | Sanda |                   | Prefettura di Hyōgo |
| Aimoto                 | 藍本          | 4,2        | 48,2           | ●                  | ●  | ●  |                                                                   | Sanda |                   | Prefettura di Hyōgo |
| Kusano                 | 草野          | 2,0        | 50,2           | ●                  | ●  | ●  |                                                                   | Sasayama |                   | Prefettura di Hyōgo |
| Furuichi               | 古市          | 3,3        | 53,5           | ●                  | ●  | ●  |                                                                   | Sasayama |                   | Prefettura di Hyōgo |
| Minami-Yashiro         | 南矢代        | 2,6        | 56,1           | ●                  | ●  | ●  |                                                                   | Sasayama |                   | Prefettura di Hyōgo |
| Sasayamaguchi          | 篠山口        | 2,3        | 58,4           | ●                  | ●  | ●  |                                                                   | Sasayama |                   | Prefettura di Hyōgo |